# Терны (Лубенский район)
Терны (укр. Терни) — село, Михновский сельский совет, Лубенский район, Полтавская область, Украина.
Код КОАТУУ — 5322884905. Население по переписи 2001 года составляло 471 человек.

## Географическое положение
Село Терны находится на правом берегу реки Сула, выше по течению примыкает город Лубны, ниже по течению на расстоянии в 2 км расположено село Вязовок, на противоположном берегу — сёла Засулье и Солоница. Через село течет речка Булатец. Река Сула у Тернов извилистая, образует лиманы, старицы и заболоченные озёра — два наиболее крупных Мурнэ и Крывэ.

## Транспорт
Через село проходит Южная железная дорога, остановочный пункт Терны.

## Культовые объекты
В Тернах с 2011 года действует церковь св. ап. и евангелиста Иоанна Богослова (Кременчуцко-Лубенской епархии УПЦ МП)

## Происхождение названия
Название села происходит от многочисленных в этих местах зарослей тёрна.

## История
Во времена Яремы Вишневецкого Терны принадлежали лубенскому бернардинскому монастырю. Католические монахи заложили в Тернах сад на 12-ти десятинах. После отступления из Лубён Вишневецкого и уничтожения бернардинского монастыря Терны универсалом Б.Хмельницького в 1657 г. отданы Мгарской обители.
В 1721 г. вместе с открытием в Лубнах полевой аптеки указом Петра І в Тернах и Лубнах заложено два «аптечные огороды» общей площадью 50 десятин.
1781 г. Терны упомянуты как «деревня 2-й Лубенской сотни», в которой было «30 хат посполитых владельческих, разночинческих и козачих подсуседков», а в 1787 г. «134 душ казенныхъ людей».
1880 г. по просьбе департамента земледелия К. М. Скаржинская пожертвувала 30 десятин земельных угодий в с. Терны для построения сельскохозяйственной школы, которая начала действовать уже с 1891 г. В 1929 г. школа реорганизовывается в техникум лекарственных и ароматических растений, а с 1950 г. — лесной техникум.
1903 г. — Милорадович В. П. детально описывает «деревеньку Терны, вязовскаго прихода, населенную 335-ю жителями». По его мнению «Терны зачалысь зъ Стешенкивъ зъ края села одъ Сулы, зъ ихъ розмножылысь».

## Объекты социальной сферы
- Клуб.
- Библиотека
- Фельдшерско-акушерский пункт.

## Достопримечательности
- Братская могила советских воинов.

## Известные люди
В Тернах родилась украинская поэтесса Наталия Баклай.